# Квазар (підприємство)

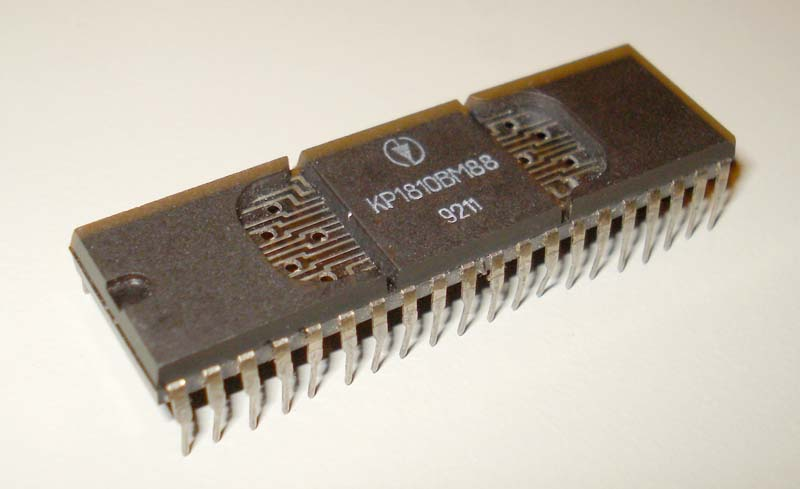
Мікропроцесор КР1810ВМ88 з логотипом заводу "Квазар"

ПАТ «Квазар» — українське підприємство, що виробляє електроконтактну, пневматичну, світлотехнічну та релейну апаратуру для тягового рухомого складу та промислового обладнання.
Щороку компанія виробляє продукції на 250 млн гривень; виплачує більше 25 млн гривень податків; надає 300 робочих місць. На території заводу також розташовані десятки високотехнологічних підприємств. Загалом вони забезпечують більше 3500 робочих місць.

## Історія
- 1966 р. - на базі конструкторського бюро КБ-3 створено Київський НДІ мікроприладів з дослідним заводом[2].

- 1969 р. - розпочато будівництво трьох корпусів для дослідного заводу і адміністративного корпусу.

- 1970 р. - Створено науково-виробниче об'єднання «Кристал». Київський НДІ мікроприладів став головним підприємством Об’єднання. Дослідний завод НДІ входить до складу об’єднання як самостійне підприємство, на основі його цехів і заводу «Квазар» на серійному заводі створюються цехи з виробництва біполярних і МОН інтегральних схем.

- 1972 р. - НПО «Кристал» розпочало виробництво МОН-ВІС серії К145 і на їх основі створено перший вітчизняний мікрокалькулятор «Електроніка 4-71Б». Розпочато багатосерійне виробництво МОН-інтегральних схем для ЕКОМ та керуючих систем.

- 1975 р. - НВО «Кристал» перетворено у виробничо-технічне об’єднання «Кристал» з головною організацією - заводом «Квазар».

- 1977 р. - ВТО «Кристал» перетворено у виробниче об'єднання.

- 1988 р. - розпочато виробництво інтегральних схем операційних підсилювачів на основі КСДІ і ДІКЕД-структур. Створено науково-виробниче об’єднання «Мікропроцесор», до складу об’єднання включені ВО «Кристал», ВО «Гамма», концерн «Родон», ПО «Гравітон», завод «Прометей» – основні виробники виробів мікроелектроніки в Україні.

- 1994 р. - засновано ВАТ "Квазар".

- 1996 р. - на базі заводу "Квазар" було засновано дочірнє підприємство "КВАЗАР-ІС". Спеціалізується на виробництві широкого спектру інтегральних мікросхем, які застосовуються у виробництві автоелектроніки, побутової техніки, телефонії, телевізійної техніки та інших радіоелектронних виробів[3]. ДП "Квазар-ІС" виробляє[коли?] мікросхеми серій: 140, 525, 580, 740, 1016, 1021, 1051, 1101, 1146, 1408, 1435, 1810, 1816 в безкорпусному виконанні, в корпусах і пластмасі, надає послуги по збиранню інтегральних схем інших серій. Володіє власним виробництвом кристалів та надає послуги по виробництву кристалів на пластинах d=100мм[4].

У січні 2009 року на підприємство була спрямована рейдерська атака, була загроза силового захоплення підприємства з боку компанії On Line Capital. Завдяки солідарним діям працівників ВАТ та підтримки Президента України Віктора Ющенка рейдерську атаку було відбито.
- 2010 р. - підприємство змінило назву на ПАТ "Квазар"[7].

- 2017 р. - ПАТ "Квазар" змінило назву на ПрАТ "Квазар"[8].